# Čisovice
Čisovice (en allemand : Tschisowitz) est une commune du district de Prague-Ouest, dans la région de Bohême-Centrale, en République tchèque.  
Située au sud de Prague, elle fait partie de l’aire métropolitaine de la capitale tchèque. Sa population s'élevait à 1 104 habitants en 2020.

## Géographie
Čisovice se trouve à 15 km au nord-est de Dobříš et à 26 km au sud-sud-ouest de Prague.
La commune est limitée par Líšnice au nord, par Hvozdnice à l'est, par Bratřínov, Bojanovice et Zahořany au sud, et par Mníšek pod Brdy à l'ouest.

## Histoire
La première mention écrite de la localité remonte à 1037, ce qui en fait une commune d’origine médiévale. Au cours de son histoire, Čisovice a appartenu à différentes seigneuries de Bohême et s’est développée autour de l’agriculture et des échanges locaux. La commune a connu un essor à l’époque moderne grâce à sa proximité avec Prague et au développement du chemin de fer, dont la gare constitue encore un élément important de son patrimoine.

## Administration
La commune se compose de deux quartiers :
- Čisovice
- Bojov